# Llista d'ocupacions militars de Letònia
La nació bàltica sobirana de Letònia ha estat ocupada per les forces militars d'altres nacions algunes vegades. Les ocupacions de Letònia inclouen: 
- Croada de Livònia (segle xiii)
- Ocupació soviètica de Letònia el 1940
- Ocupació de Letònia per l'Alemanya nazi 1941-1945
- Reocupació soviètica de Letònia
- República Socialista Soviètica de Letònia (21 de juliol de 1940 - 21 d'agost de 1991)